# إنوكينتي سموكتنوفسكي
إنوكينتي سموكتنوفسكي (بالروسية: Иннокентий Михайлович Смоктуновский؛ ولد في 28 مارس 1925 - 3 أغسطس 1994) كان ممثلًا سوفيتيا مشهورًا بـ «ملك الممثلين السوفيت». حصل على لقب فنان الشعب في اتحاد الجمهوريات الاشتراكية السوفيتية في عام 1974 وبطل العمل الاشتراكي في عام 1990.

## وصلات خارجية
- إنوكينتي سموكتنوفسكي على موقع IMDb (الإنجليزية)
- إنوكينتي سموكتنوفسكي على موقع روتن توميتوز (الإنجليزية)
- إنوكينتي سموكتنوفسكي على موقع ألو سيني (الفرنسية)
- إنوكينتي سموكتنوفسكي على موقع ميوزك برينز (الإنجليزية)
- إنوكينتي سموكتنوفسكي على موقع قاعدة بيانات الفيلم (الإنجليزية)